# Beaumé
Beaumé är en kommun i departementet Aisne i regionen Hauts-de-France i norra Frankrike. Kommunen ligger  i kantonen Aubenton som ligger i arrondissementet Vervins. År 2022 hade Beaumé 84 invånare.

## Befolkningsutveckling
Antalet invånare i kommunen Beaumé
Referens: INSEE